# Feminism liberal
Feminismul liberal este o formă a teoriei politice feministe ce se concentrează pe egalizarea drepturilor între femei și bărbați, pe recunoașterea femeilor ca cetățeni cu drepturi depline, precum și pe emanciparea și autoafirmarea acestora; din acest punct de vedere, feminismul liberal este o teorie individualistă. Feminismul liberal se înscrie în feminismul primului val și este de două tipuri, în funcție de manifestarea lui istorică: feminismul liberal clasic și cel contemporan. Exponenții feminismului liberal afirmă că femeia este văzută în societate, în mod greșit, ca emoțională, mai apropiată de natură, vulnerabilă și dependentă, precum și mai puțin capabilă, din punct de vedere intelectual și fizic, spre deosebire de bărbat - care este văzut ca individul rațional și autonom prin excelență. Avându-și originile în liberalismul clasic, feminismul liberal promovează dreptul individual al tuturor cetățenilor, indiferent de gen, la viață, la libertate și la proprietate. 

## Exponenți
Printre principalii exponenți ai feminismului liberal clasic se numără Mary Wollstonecraft, Harriet Taylor și John Stuart Mill. 
Mary Wollstonecraft (1759-1797), considerată și fondatoarea curentului feminist liberal, publică în 1792 lucrarea „O revendicare a drepturilor femeii”, ce reprezintă unul dintre principalele manifeste ale feminismului. Opera sa reprezintă o critică la adresa teoreticienilor iluminismului care, în opinia sa, contribuiau la negarea statutului de subiecți politici ai femeilor.
John Stuart Mill (1806-1873), unul dintre principalii exponenți ai utilitarismului, a fost, de asemenea, și un important teoretician al feminismului. Împreună cu soția sa, Harriet Taylor, acesta a publicat opere ca „Eseuri despre căsătorie și divorț”, „Despre libertate” (1859) și „Aservirea femeilor” (1869). Referindu-se la competiție ca una dintre principalele caracteristici ale unei societăți eficiente din perspectivă liberală clasică, Harriet Taylor argumentează că:
Dacă concurența este legea de dezvoltare a societății, este o crimă izgonirea unei jumătăți din competitori.
Feminismul liberal contemporan este reprezentat, printre alții, de Betty Friedan și Carole Pateman. Feministele și feminiștii liberali contemporani afirmă că neutralitatea de gen a individului liberal în sens clasic reprezintă o universalizare a valorilor, experiențelor și nevoilor bărbătești, în teoretizările liberalismului clasic ignorându-se stările și experiențele normale femeiești. Aceștia critică, de asemenea, ideea de contract social în care singurii contractanți sunt bărbații, susținând ideea conform căreia contractul social tradițional reprezintă un instrument al excluderii de gen, de rasă și de clasă socială. Lipsa de intruziune a statului în viața privată duce, de asemenea, în opinia feministelor și feminiștilor la abuzuri și violență domestică, familia fiind o școală în care „copiii se socializează în ideea dependenței și inferiorizării femeilor și a inechității de roluri în viața privată”..

## Feminismul liberal românesc
Feminismul liberal românesc a fost puternic influențat de idealul unificării și de discursul naționalist al epocii, feministele românce și feminiștii români ai acelei epoci având o concepție de tip republican și etnonaționalist asupra cetățeniei. În acest sens, era de așteptat că odată cu atingerea obiectivului național al unificării se va ajunge și la acordarea statutului de cetățean pentru femei. În România, feminismul liberal s-a manifestat, în primă instanță, prin scrierile lui Cezar Bolliac (1813-1881), acesta fiind primul autor care se pronunță în favoarea eliberării femeii și a emancipării acesteia. Bolliac rămâne un tributar al dihotomiei rațional-emoțional văzută ca masculin-feminin, lucru care dovedește factura liberal-clasică a scrierilor sale. Acesta face un pas important prin solicitarea dreptului de vot pentru femei și a obținerii de către acestea a statului de cetățene legiuitoare, judecătoare și executoare. 
Ion Ghica (1816-1897) se arată, mai degrabă, un adversar al antipatriarhalismului decât un aliat al feminismului, menționând în scrierile sale că dependența economică a femeilor față de bărbați este o principală cauză a autonomiei reduse a acestora. Dimensiunea economică a patriarhatului românesc este, de asemenea, afirmată și de Ștefan Zeletin care critică reforma agrară din prisma nedreptății de gen produsă de aceasta prin faptul că împroprietărirea se făcea pe „capi de familie”, beneficiarii fiind, în mod evident, bărbații.
Adela Xenopol (1861-1939) este una dintre cele mai importante feministe ale epocii, editează sau conduce reviste precum „Dochia" (1896-1898), „Românca" (1905-1906), „Viitorul româncelor" (1912-1916) și „Revista scriitoarei" (1926-1928), în coloanele cărora își susține cauza și încurajează literatura feminină. Aceasta scrie în numărul 3 al revistei „Dochia”:
Fie un bărbat destul de mărginit, el în virtutea sexului cu nițică protecție  sau  situație politică, va ajunge departe, pe  când  o  femeie, fie ea un geniu și nu va dobândi decât profesoratul, și acela până la școli  secundare  [...] Femeile nu  trebuie  sã dea dovadă de  invidie  și egoism, cum li se atribuie: când se va ridica o femeie vrednică, sã o susțină. Ce  spor  putea  avea mintea  femeii  și  ce  acțiune  voința  ei,  când toată ziua nu era ocupată decât să fiarbă bucate, să spele rufele, să vază de copii. La toate acestea adăugată frica care-i  încrețea carnea de câte ori nu-i plăcea la câte un satrap, stăpânul ei, un lucru săvârșit de  femeia  lui. În ce e de necontestat că a întrecut-o bărbatul pe femeie e forța musculară, care și-o exercită cu cea mai aprigă energie asupra femeii și copiilor săi.
Xenopol face apel la solidaritatea între femei pentru a încheia prizonieratul acestora în patriarhat și argumentează în favoarea obținerii de către acestea a drepturilor politice, atacând noțiunea de universalitate a votului atâta timp cât femeile sunt excluse de la a-și exercita acest drept. În acest sens, Xenopol denunță monopolizarea tuturor drepturilor de către bărbați.
Calypso Botez (1880-1933), o altă feministă de influență liberală, argumentează că atâta timp cât bărbații vor monopoliza puterea normativă (decizia asupra ceea este drept sau nedrept, bine sau rău), câtă vreme le vor trata pe femei ca fiind minori sau ca pe indivizi lipsiți de apărare și care au nevoie de protecție, ele nu vor putea fi libere. Aceasta spune: 
Spiritul de dominație, domnia  forței bărbatului [...] au asigurat bărbatului partea leului [...]. Îmbibat de spirit egoist și preocupat de a nu avea în fața sa un rival și un concurent înarmat cu aptitudini egale, bărbatul a îndepărtat-o pe femeie de oriunde i-ar fi putut face umbră, sau, dacă a lăsat-o să pătrundă, a retribuit-o inegal pentru a o descuraja și imobiliza, pentru a o ține veșnic în limitele de inferioritate  din  care  nu  va  trebui  să  iasă.  Pentru  a  ține  frâiele puterii,  bărbatul  a  știut  să-și  făurească  întotdeauna  o  filosofie  și  o morală curentă, care să îi îndreptățească ținerea femeii într-o veșnică dependență. Legislatorul bărbat i-a acordat femeii o solicitudine și o protecție pe  care  ea  nu  a  cerut-o,  dar  i-a  răpit  în  schimb  o  sumă  de drepturi [...] inclusiv pe cel natural la dezvoltare. Pe aceste drepturi vrea azi femeia să le revendice.

## Critici
Criticii feminismului liberal clasic argumentează că asumpțiile de la care pleacă acesta, în principal cele de natură individualistă, nu țin cont de modurile în care structurile sociale și valorile societății le dezavantajează pe femei. Aceștia argumentează că și în cazul în care femeile n-ar mai fi dependente de bărbați individuali, ele ar fi încă dependente de statul patriarhal și că introducerea dreptului la vot pentru femei, de pildă, nu este suficient pentru emanciparea femeilor. Un alt punct de critică este acela că feminismul liberal, ca teorie politică, se bazează mult prea mult pe transformarea femeilor în bărbați, glorificând importanța raționalului și superioritatea acestuia în fața emoționalului, deși oamenii, indiferent de sex, au, în mod inerent, ambele calități.
De asemenea, critica a venit și din direcția feministelor și feminiștilor de culoare sau din societăți postcoloniale, care afirmă că feminismul liberal reflectă doar valorile femeilor albe burgheze, ignorând, într-o mare măsură, femeile de rasă, cultură sau clasă socială diferită.